# Съзерцание
Съзерцание означава „да се възхищаваш на нещо и да мислиш за него“. Думата съзерцание идва от латинската дума contemplatio. А нейният корен идва от латинската дума templum, която означава свещено място, където се извършват гадания, или сграда за поклонение. Templum произлиза или от индо-европейската основа tem („уединено място“) или от индо-европейската основа temр („просвам“, което се отнася до пространството пред олтара). Латинската дума contemplatio се използва като превод на гръцката дума θεωρία (Theoria). В религиозен смисъл съзерцанието обикновено е вид молитва или медитация.

## Старогръцка философия
Съзерцанието е важна част от философията на Платон; Платон смята, че чрез съзерцание душата може да се изкачи до познанието за формата на доброто или други божествени форми. Плотин като неоплатонически философ също смята съзерцанието за ключов компонент при достигането на henosis.

## Християнство
При източното Християнство съзерцанието буквално означава да видиш Бог или да имаш видение на Бога.
В западното Християнство съзерцанието често се свързва с мистиката, изразена в творбите на религиозни поети като Тереза от Авила и Йоан от Кръста, както и в писанията на Марджъри Кемп, Августин Бейкър и Томас Мъртън.

## Ислям
В ислямската традиция се казва, че пророкът Мохамед отива в пустинята, изкачва планината, известна като Хира, и се оттегля от света. Докато е в планината, той съзерцава живота и неговия смисъл.

## Съвременна западна философия
След Имануел Кант понятието съзерцание често използва Гьоте, като под съзерцание („Anschauung“) той разбира „изпълненото с преклонение наблюдение на природата“, когато се извършва взаимопроникване на съзнанието и феномена..
Хегел определя съзерцанието като „непосредствена представа“.
В марксизма съзерцанието е синоним на пасивното възприемане на предметите.
Във феноменологията на Хусерл съзерцанието се възприема като интенционалност, тоест заложена като замисъл насоченост на предмета.